# Wallensteinstraße (Wien)
Die Wallensteinstraße ist eine der Hauptstraßen des 1900 konstituierten 20. Wiener Gemeindebezirks, Brigittenau. Die Straße ist seit 1869, damals noch Teil des 2. Bezirks, Leopoldstadt, nach dem böhmischen Feldherrn und Politiker Wallenstein (1583–1634) benannt. Die westöstlich verlaufende Straße liegt im historischen Kern des Bezirks drei Häuserblöcke nördlich des historischen Augartens, der zum 2. Bezirk zählt.

## Lage und Charakteristik

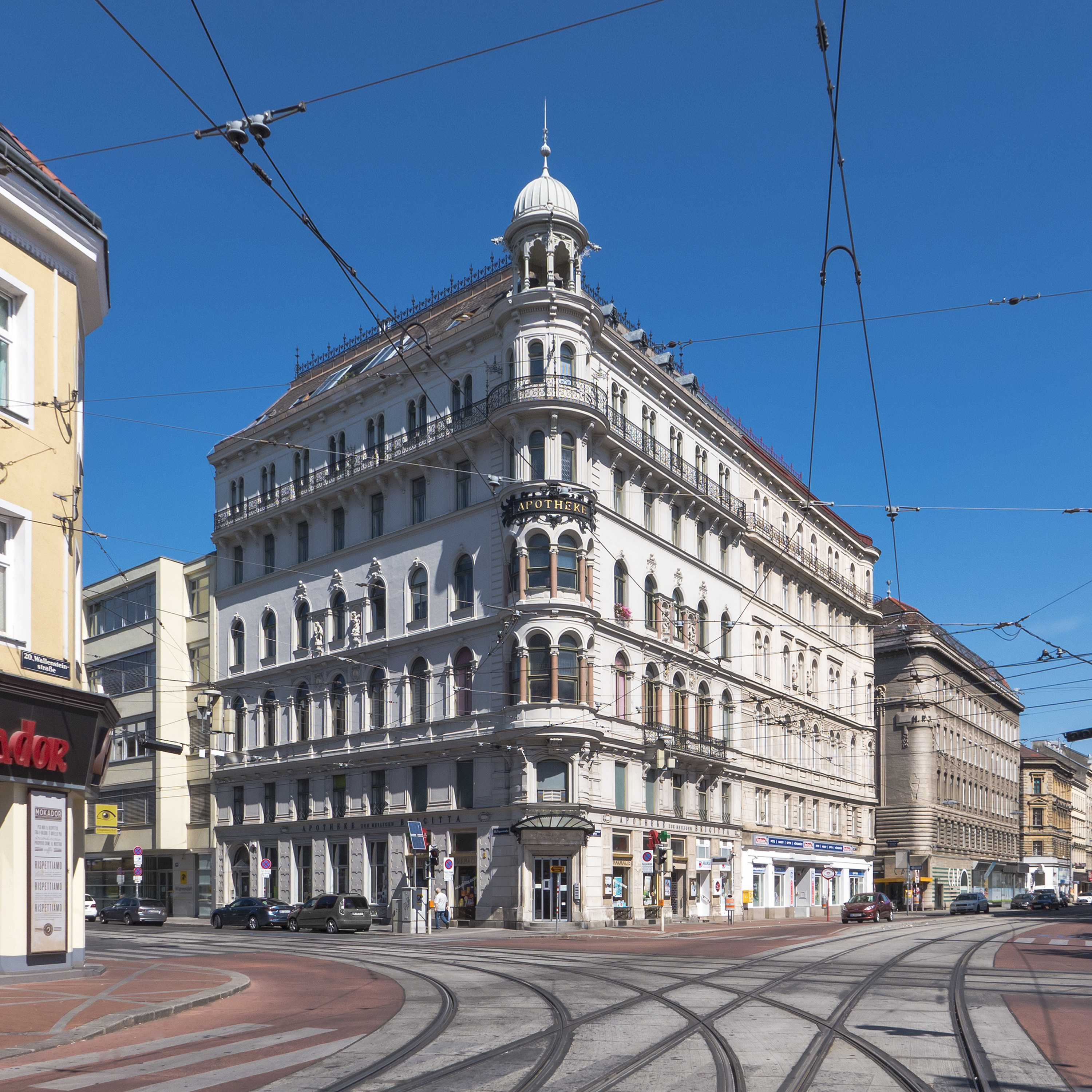
Wallensteinplatz, Apothekerhaus

Die Wallensteinstraße beginnt bei der Friedensbrücke über den Donaukanal bzw. bei der den Donaukanal begleitenden Brigittenauer Lände und ist die Verlängerung der Alserbachstraße vom Franz-Josefs-Bahnhofs im Alsergrund (9. Bezirk). Sie verläuft von Südwest nach Ostnordost und hat auf der Höhe des in der Mitte der Straße liegenden Wallensteinplatzes einen leichten Knick.
Etwa bis zu dem im östlichen Drittel liegenden Sachsenplatz hat die Straße den Charakter einer Einkaufsstraße. Danach wird die Straße breiter und grüner. Auf der südlichen Seite gibt es hier anstelle der ersten Häuserreihe einen Streifen mit 17 Linden und zwei Birken, an der Nordseite liegt ein Block mit einstöckigen Gebäuden.
Die Straßenbahnlinie 5 (zwischen Praterstern und Westbahnhof) verläuft von Westen bis zur Rauscherstraße in der Wallensteinstraße.
Die Linie 33 (zwischen Josefstädter Straße und Friedrich-Engels-Platz) biegt am Wallensteinplatz, von Westen wie die Linie 5 kommend, nach Norden in die Jägerstraße ab.
Für das Stadtentwicklungsgebiet Nordwestbahnhof, das ans östliche Ende der Straße anschließt, ist ein Straßenbahnkorridor Richtung Traisengasse geplant.
Die Wallensteinstraße ist für den Autoverkehr in beide Richtungen offen. Während der motorisierte Individualverkehr in Richtung zum 2. Bezirk früher, wie heute noch die Straßenbahn, durch die Rauscherstraße erfolgte, wird dieser seit einigen Jahren am Ende der Wallensteinstraße über die Nordwestbahnstraße geführt.

## Geschichte

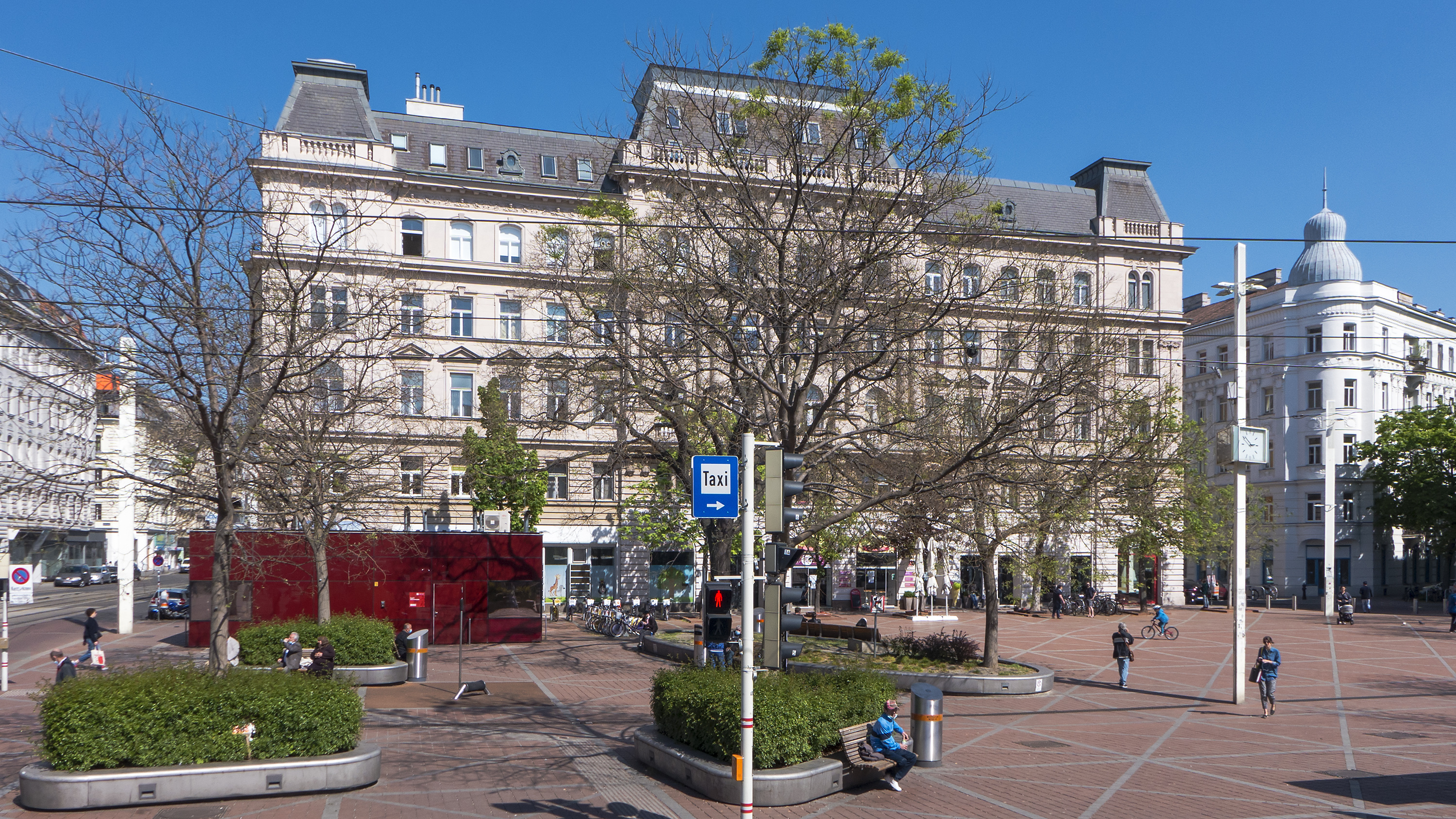
Wallensteinplatz

Die Straße ist seit 1869 nach dem Feldherrn Wallenstein benannt und hieß ursprünglich Untere Quergasse, teilweise auch Gärtnergasse. Die um 1863 genannte Dammstraße entspricht der heutigen Wallensteinstraße.
Seit der Teilung des Bezirkes im Jahre 1900 liegt die Straße im 20. Bezirk, davor gehörte das Gebiet zum 2. Bezirk, der als Werd (= Insel im Strom) bezeichnet wurde.
Vom Gebiet des heutigen Wallensteinplatzes gibt es im Bezirksmuseum Brigittenau eine Zeichnung aus dem 17. Jahrhundert. Damals war dort die Kreuzung der Jägerstraße mit der Unteren Quergasse bzw. der damaligen Dammstraße. Die Zeichnung zeigt einige einfache, verstreute Hütten mit der Spitze des Stephansdoms in der Ferne.
Die stärkere Besiedelung der Brigittenau führte zur Neustrukturierung der Straßen und dem Verschwinden des alten Dammes zum Augarten hin, der Augartenpalais und barocke Gartenanlage vor Hochwasser schützte.
Die Stadtentwicklung ist am Wallensteinplatz gut erkennbar. Im Westen liegen einfache, aus der Gründerzeit stammende Zinshäuser für Arbeiter, während der Platz an den anderen Seiten von Nobelmiethäusern aus der Zeit um 1900 dominiert wird. Am Wallensteinplatz hielt bereits Anfang der 1840er Jahre die Brigittenauer Eisenbahn, eine Pferdebahn, Vorläuferin der Wiener Straßenbahn, die vom Donaukanal (beim Rotenturmtor) über Obere Donaustraße, Gaußplatz und Jägerstraße zum Vergnügungsetablissement Kolosseum in der Zrinyigasse 15 führte. Um 1872 war die Straße in der Umgebung des Nordwestbahnhofs noch in der Entwicklungsphase. Es hieß, die Wallensteinstraße sei noch unreguliert, unbeleuchtet und kaum bebaut. Sie reichte damals allerdings bis zum Tabor. Erst 1876 erfolgte eine Aufteilung in Rauscherstraße und (untere) Nordwestbahnstraße.
Durch die Straße verkehrte seit 1873 die Pferdetramway und seit 1897 die erste elektrisch betriebene Straßenbahnlinie Wiens, seit 1907 als Linie 5 (Westbahnhof–Praterstern) bezeichnet; sie verband damals vier Kopfbahnhöfe des von Wien ausgehenden Eisenbahnnetzes (Westbahnhof, Franz-Josefs-Bahnhof, Nordwestbahnhof, Nordbahnhof). Seit 1928 verkehrte außerdem die Linie 31/5 (eine Kombination von Teilen der Linien 5 und 31), seit 1996 Linie 33 genannt (heute U-Bahn-Station Josefstädter Straße–Friedrich-Engels-Platz / Floridsdorfer Brücke) über die Friedensbrücke.

## Bedeutende Bauwerke

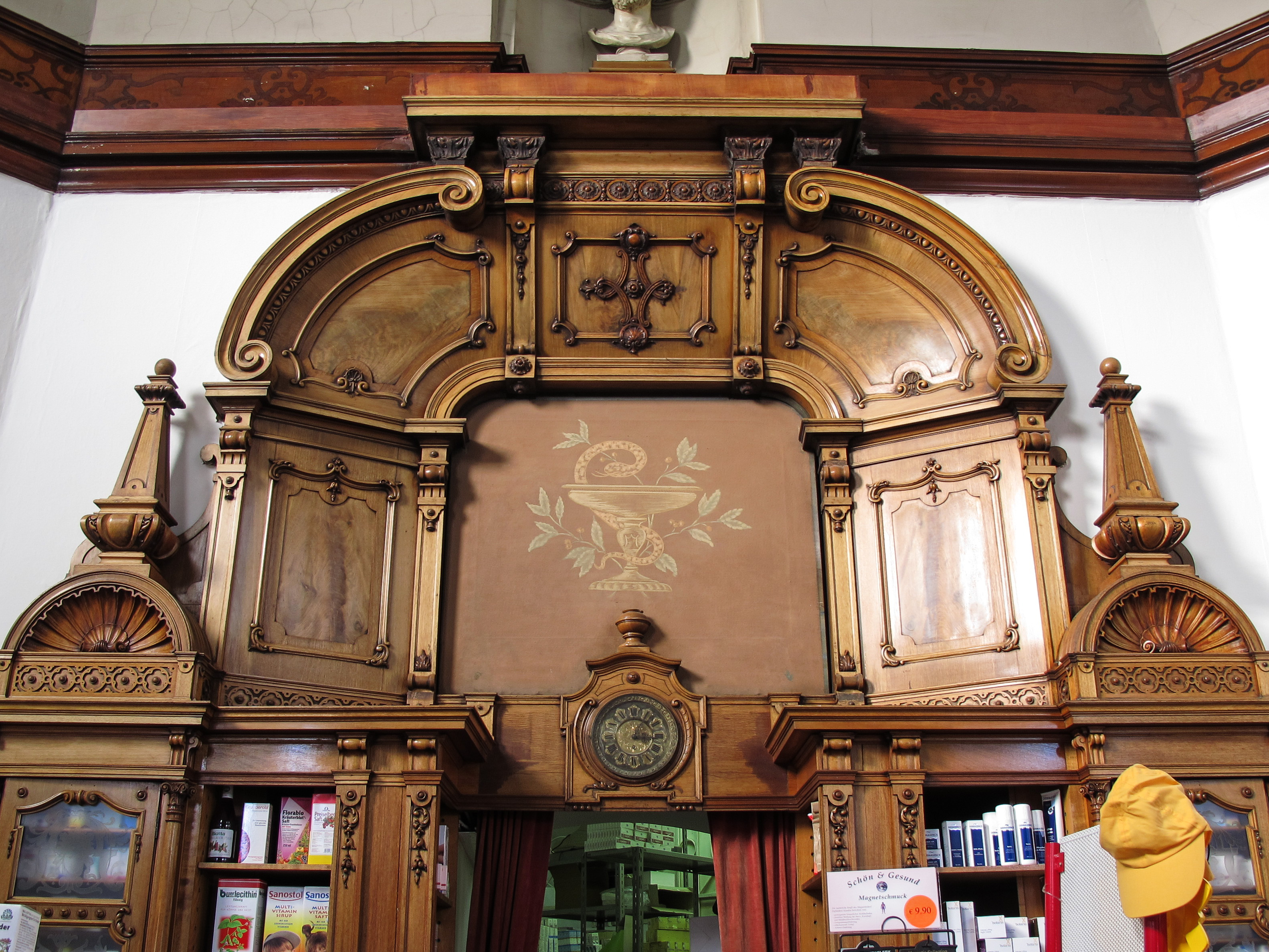
Einrichtung des Apothekerhauses

### Haus Nr. 14: Wohnhaus von Joseph Roth
In diesem Haus, einem Eckhaus zur Klosterneuburger Straße, wohnte von 1914 bis 1916 der Schriftsteller Joseph Roth, damals mittelloser Student, mit seiner Mutter. Beider Heimat Galizien war damals Kriegsgebiet.

### Haus Wallensteinplatz Nr. 2 / Jägerstraße Nr. 38: Apothekerhaus
Das 1898 vom Apotheker Josef Tichatschek errichtete Apothekerhaus zur hl. Brigitta ist das am schönsten geschmückte Gebäude in der Wallensteinstraße und denkmalgeschützt (Listeneintrag). Das markante Eckhaus mit überkuppeltem Eckerker in den Formen der deutschen Renaissance hat eine durch Loggien und Balkone gegliederte Fassade mit vier Puttigruppen. Nach gleichem Bauplan der Architekten Anton und Josef Drexler wurde auch das Haus Zum Goldenen Becher am Stock-im-Eisen Platz und ein Haus in einem Pariser Vorort errichtet. Die Einrichtung der Apotheke ist größtenteils noch original erhalten. Die Vorgängerapotheke, bewilligt 1867 von der Niederösterreichischen Statthalterei, lag am Brigittaplatz 8. Das 1913 ostseitig erbaute Nebenhaus schließt sich an die Fassadengliederung des Apothekerhauses an. Bis 1900 stand an der Stelle die Maschinenfabrik Schimmelbusch, Produzent von weltweit vertriebenen Dampfwalzen, wo auch die Zisternenwagen für die Kahlenbergbahn gebaut wurden.

### Haus Nr. 56: Augartenhof
Der nach dem nur drei Häuserblöcke entfernten Augarten benannte Augartenhof nahe der Abzweigung der Rauscherstraße ist ein 1896 errichtetes Wohnhaus im Stil des Späthistorismus. Die Fassade ist reich gegliedert und durch drei Erkerelemente strukturiert. Im Mittelteil gibt es zwei allegorische Figuren, die für den Handel und das Gewerbe stehen.

### Haus Nr. 68–70: Städtische Wohnhausanlage
Bei diesem von der Fahrbahn deutlich abgerückten Gemeindebau gegenüber dem Sachsenplatz aus den Jahren 1957–1959 befinden sich zwei Skulpturen unter Denkmalschutz: die Natursteinplastik Mutter mit Kindern von Rudolf Schwaiger und die Bronzeplastik Gärtner von Franz Fischer.

## Galerie

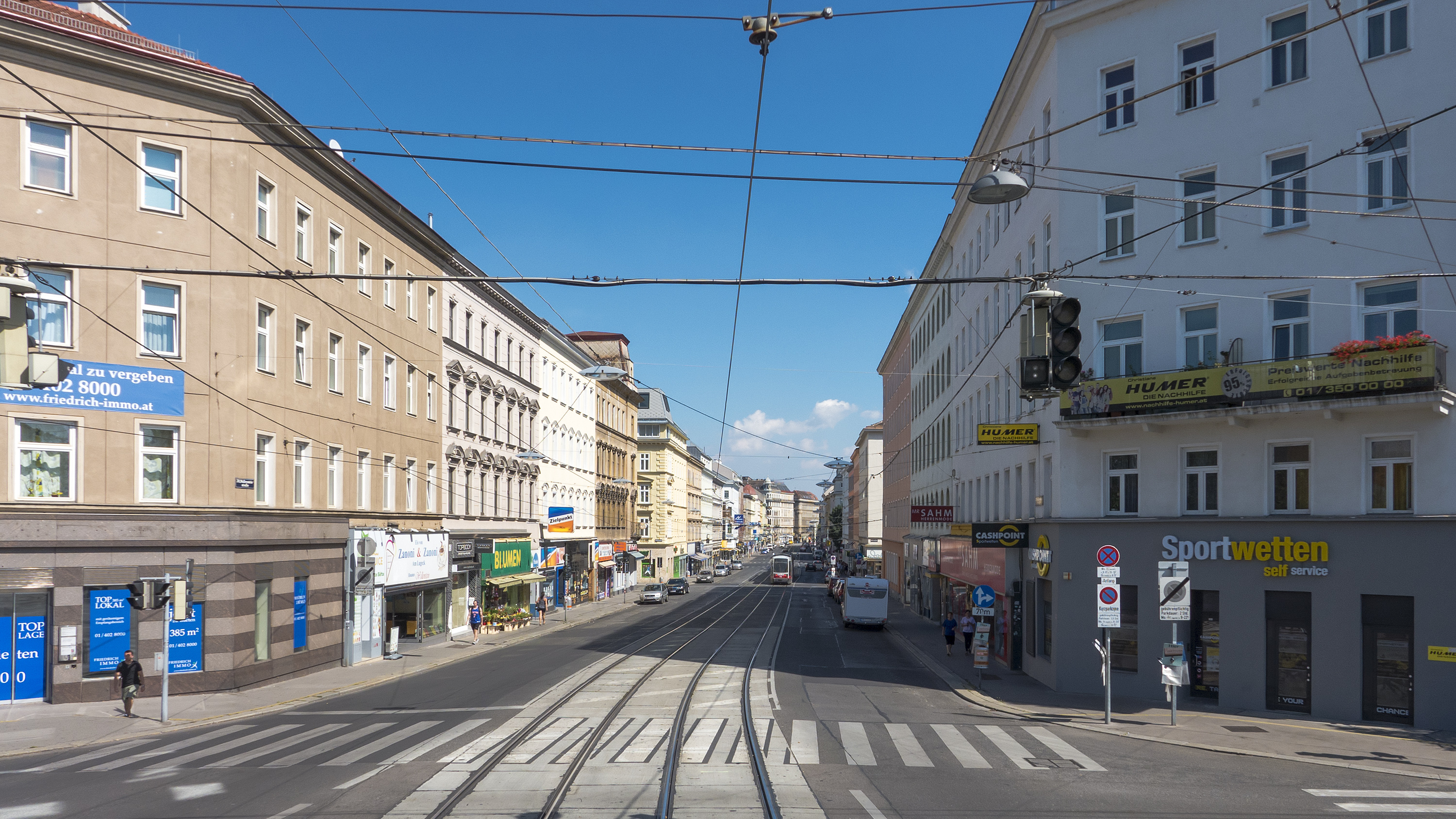
Der Beginn der Straße bei der Brigittenauer Lände
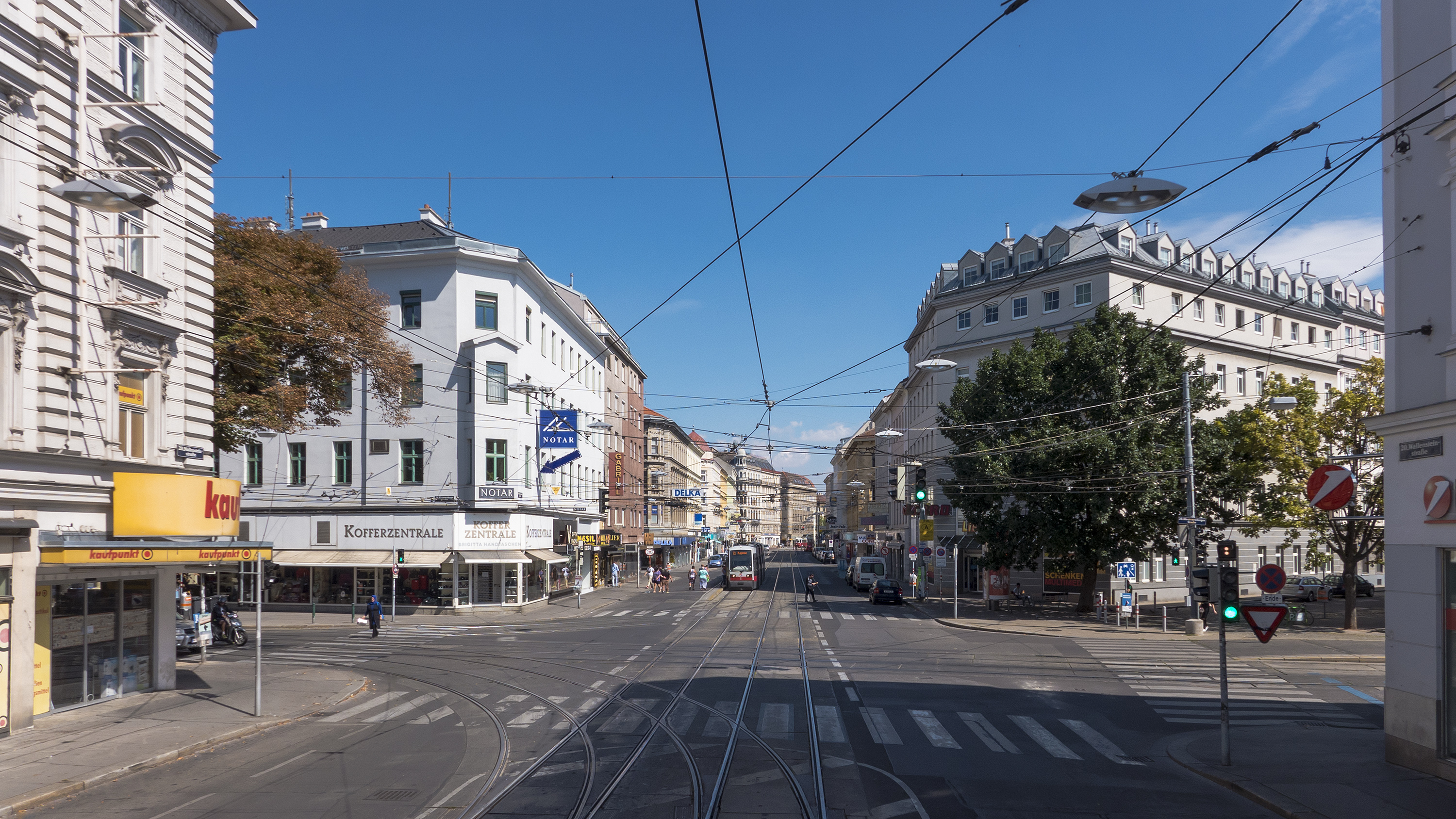
Bei der Klosterneuburger Straße
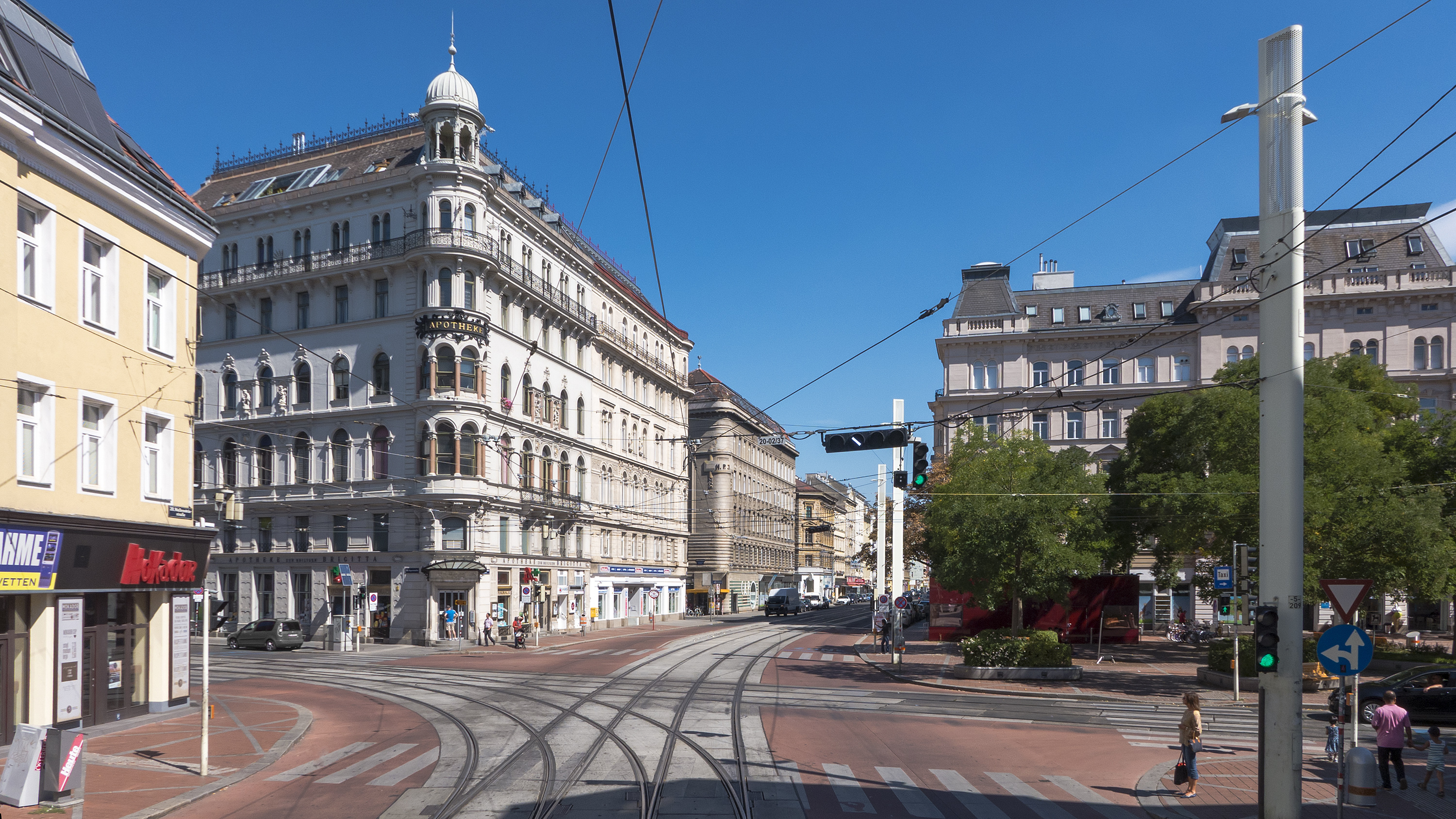
Beim Wallensteinplatz
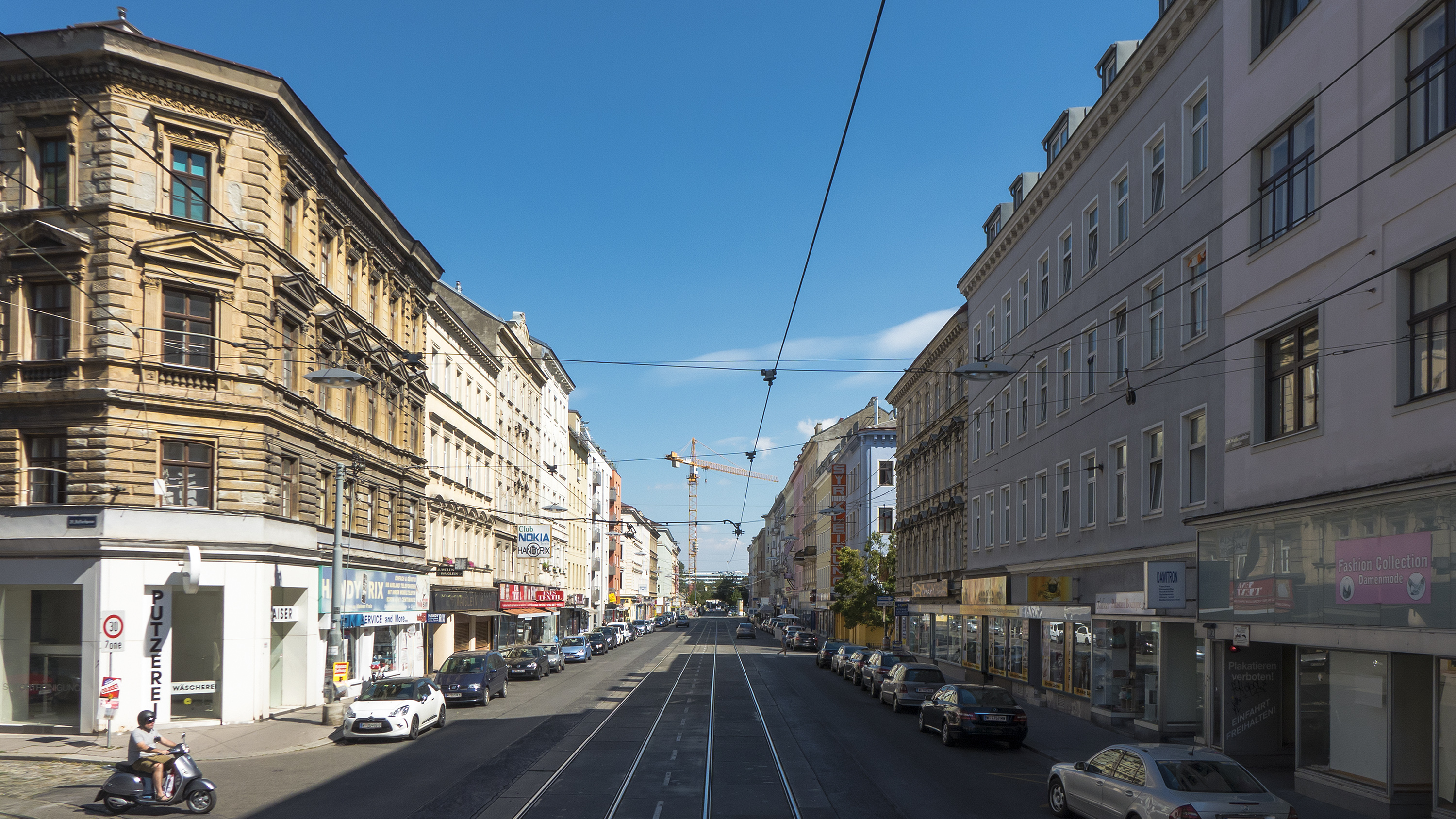
Bei der Raffaelgasse
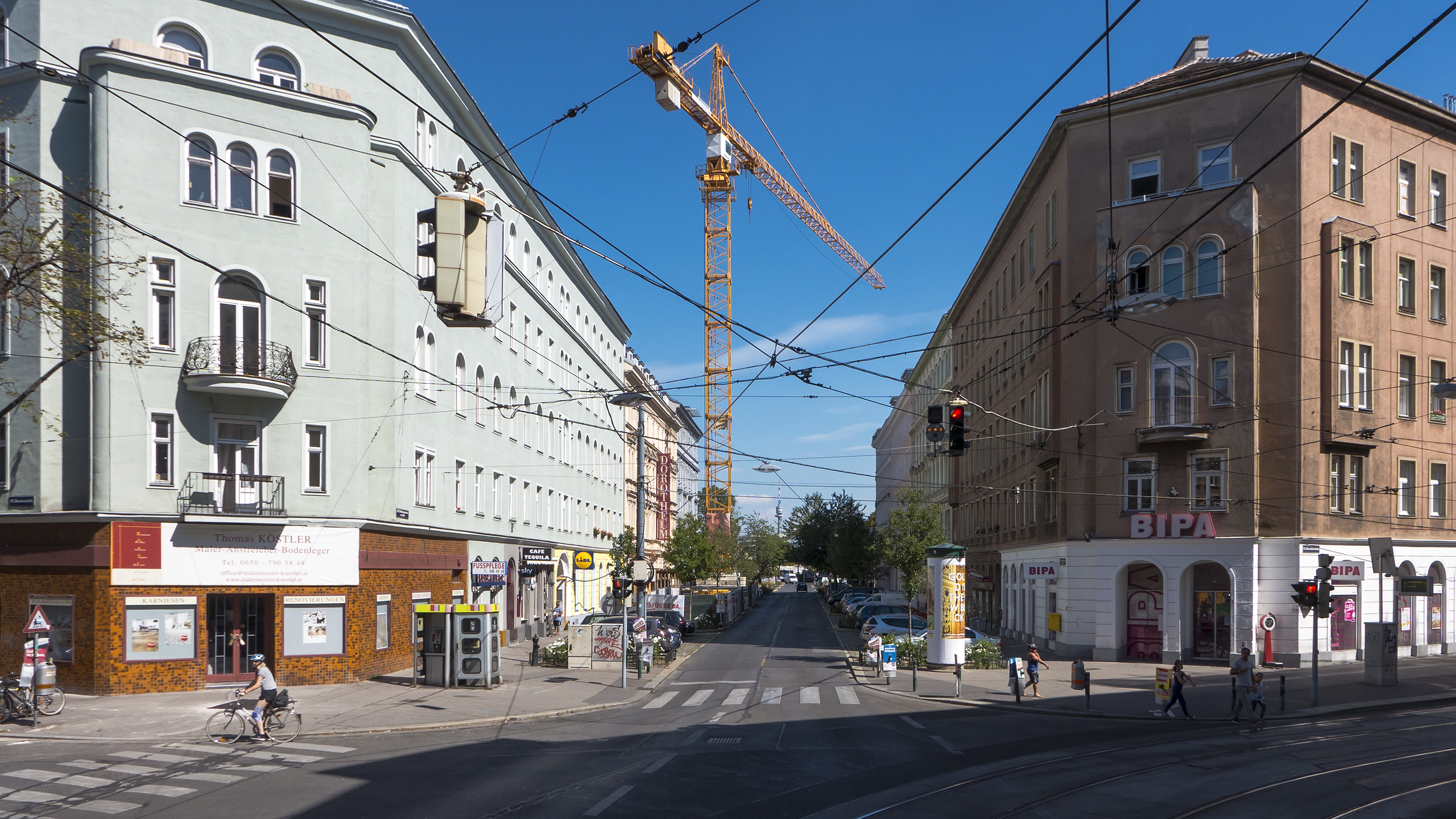
Bei der Rauscherstraße
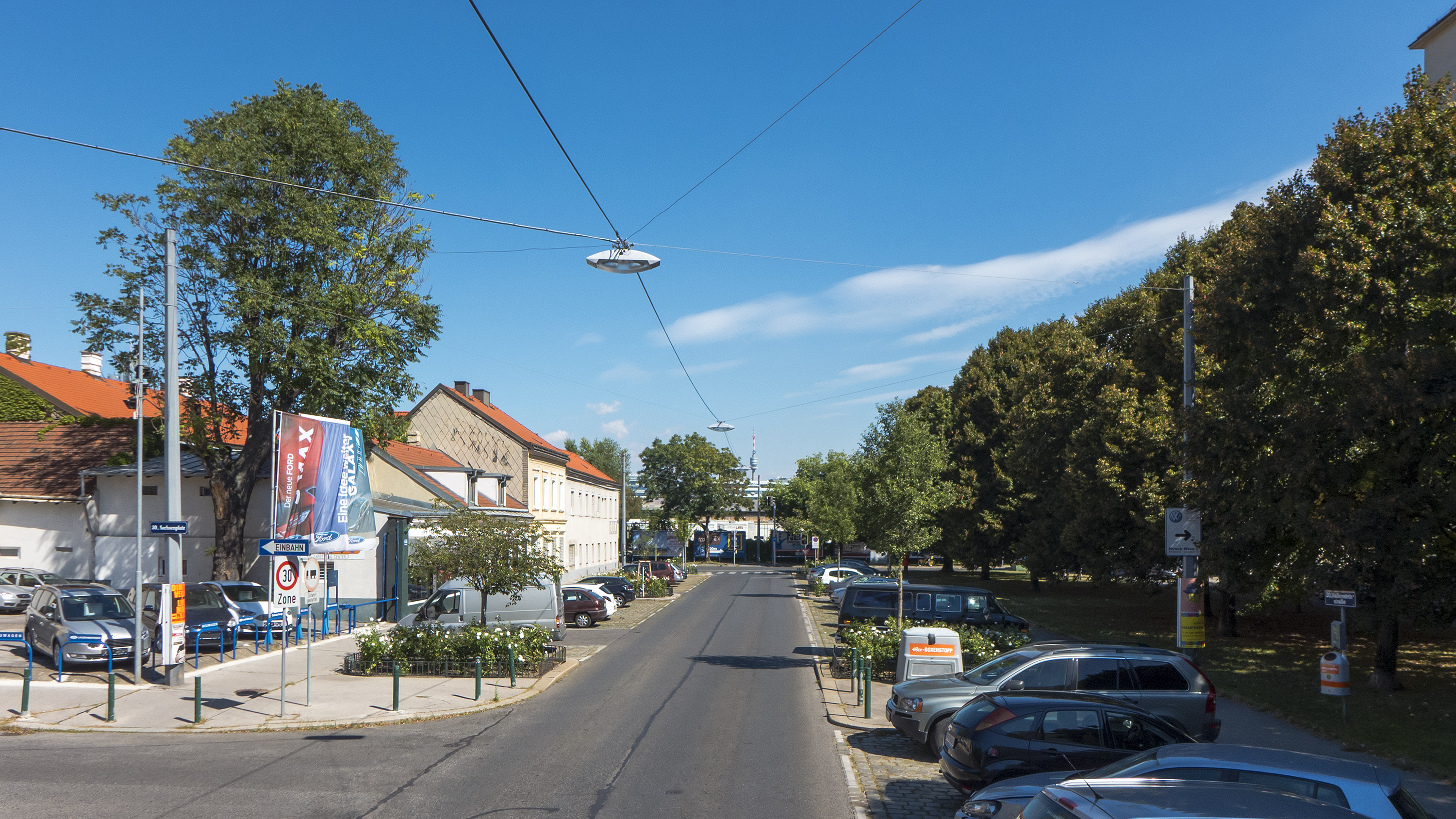
Das Ende der Straße bei der Nordwestbahnstraße